# 藤澤義貴
藤澤 義貴（ふじさわ よしたか、1982年8月3日 - ）は、NHKのアナウンサー。

## 人物
福岡県太宰府市出身。私立筑陽学園高等学校を経て、九州大学法学部を卒業後、2005年（平成17年）4月に入局。
- 特にアナウンサーでは最も暑い猛暑での中継などの活動を経験しているため、その休む時のクールダウンが欠かせない[4]。

- そして映画好きでもある[5]。
- 和歌山放送局時代までは地域報道番組のキャスターを担当していた。
- 防災士の資格を持っており、NHKのキャンペーン「水害から命と暮らしを守る[6]」で、ハザードマップの詳しい見方について、2022年6月14日放送の『ロクいち!福岡』で解説している。
- 九州大学法学部在学時は、行政法の大橋洋一ゼミに所属していた。

## 現在の担当番組
- 福岡県・九州沖縄のニュース
- ニュース645福岡 （不定期）
- ニュース845福岡（不定期）
- はっけんラジオ（不定期）
- ラジオニュース（九州沖縄、R1・FM）の泊まり勤務担当[注釈 1]

## 過去の担当番組

### 広島放送局時代（2005年度 - ）
- 広島県・中国地方のニュース・中継・リポート
- お好みワイドひろしま（リポーター）

### 宮崎放送局時代（ - 2010年度）
- 宮崎県のニュース・中継・リポート

### 大津放送局時代（2011年度 - 2014年度）
- おうみ発610（キャスター・高木修平と隔週で担当）
- おうみ845 （不定期）
- 滋賀県のニュース

### 和歌山放送局時代（2015年度 - 2018年度）
- あすのWA!（キャスター・安田真一郎と隔週で担当）
- わかやま845（不定期）
- 和歌山県のニュース・中継・リポート
- ひるブラ「和食の原点!しょうゆが生まれた町～和歌山・湯浅町～」（2017年12月13日）
- 旬感☆ゴトーチ!「パンダに胸キュン!～和歌山 白浜町～」（2018年4月25日）
- うまいッ!「脂ノリノリぷるんぷるん!幻の魚・クエ～和歌山・みなべ町～」（2018年11月4日）
- あさイチ（2019年2月21日） - 「JAPA-NAVI　和歌山　高野山かいわい」ナビゲーター

### 福岡放送局時代（2019年度 - ）
- 「博多祇園山笠2019」追い山中継（廻り止めリポート・2019年7月15日）
- ロクいち!福岡 （2019年8月2日 - 2021年3月26日）（リポーター）[7]
- 令和2年熊本豪雨（県南地域）被災現場の中継・リポート（2022年7月4日、熊本放送局への応援派遣要員）
- あさイチ「おでかけLIVE 歯ごたえシャキっ!朝どれセロリ〜福岡・みやま市〜」（2021年3月9日） - リポーター
- うまいッ!「コウイカ〜福岡・糸島市〜（2021年3月22日）（地元応援団）
- 第103回全国高等学校野球選手権福岡大会 準決勝第2試合「飯塚高校」対「西日本短大附属高校」 （2021年7月25日） - 実況
- 第103回全国高等学校野球選手権福岡大会 決勝「真颯館高校」対「西日本短大附属高校」 （2021年7月27日） - 優勝監督インタビュー
- 令和3年8月九州北部豪雨特設ニュース（2021年8月14日 - 2021年8月17日） - 福岡放送局より九州北部地方の災害状況を伝えた（全国放送・九州沖縄地方限定放送）[8]。
- おはよう九州沖縄（平日・2021年度まで） - 代理キャスター（ニュースパートのみ・佐々木理恵キャスターが休演の場合、1週間単位で担当）
- 第104回全国高等学校野球選手権福岡大会 準決勝第1試合「九州国際大学付属高校」対「小倉工業高校」 （2022年7月26日） - 勝利監督インタビュー
- 第104回全国高等学校野球選手権福岡大会 決勝「九州国際大学付属高校」対「筑陽学園高校」 （2022年7月28日） - 優勝監督・主将インタビュー
- おはよう九州沖縄（2022年8月22日 - 2022年8月26日、2023年1月4日 - 2023年1月6日、2023年1月10日 - 2023年1月13日） - 新井秀和（平日担当）の代理キャスター
- 令和4年台風14号特設ニュース（2022年9月17日） - 福岡放送局より九州沖縄地方の災害状況を伝えた（九州沖縄地方）[注釈 2]。
- 大雨関連特設ニュース（2023年7月7日・九州沖縄地方） - 福岡放送局より九州地方の災害状況を伝えた[注釈 3]。
- NHKニュースおはよう日本（2023年7月10日） - 福岡放送局玄関前から大雨の状況について中継・リポートでより伝えた（全国放送）[注釈 4]。
- ニュース「記録的大雨から1週間」（2023年7月17日・九州沖縄地方） - キャスター
- ニュースブリッジ北九州-福岡局より応援派遣。喜多賢治、富田典保の代理キャスター。（2025年8月8日）
- ニュース845北九州-キャスター（福岡局より応援派遣。2025年8月8日に担当。）
- 令和6年能登半島地震の災害報道対応による金沢放送局への応援派遣[9]
  - 能登半島地震 ライフライン情報（2024年1月29日、2月2日：全国放送） - ニュースリーダー（ライフライン情報のみ）
  - 正午のニュース（2024年1月30日）- 金沢市から中継リポート
  - 能登半島地震 石川県のニュース・ライフライン情報、正午のニュース（2024年1月31日） - 輪島市から中継リポート
  - かがのとイブニング（2024年2月1日） - 穴水町から中継リポート